# Grand Prix Mexika 1967
Grand Prix Mexika 1967 (oficiálně VI Gran Premio de Mexico) se jela na okruhu Autódromo Hermanos Rodríguez v Mexico City v Mexiku dne 22. října 1967. Závod byl jedenáctým v a zároveň posledním v pořadí v sezóně 1967 šampionátu Formule 1.

## Závod
| Poř.   | No. | Jezdec               | Konstruktér     | Počet kol | Čas/Odstoupení    | Pořadí na startu | Body |
| ------ | --- | -------------------- | --------------- | --------- | ----------------- | ---------------- | ---- |
| 1      | 5   | Jim Clark            | Lotus-Ford      | 65        | 1:59:28.70        | 1                | 9    |
| 2      | 1   | Jack Brabham         | Brabham-Repco   | 65        | +1:25.36          | 5                | 6    |
| 3      | 2   | Denny Hulme          | Brabham-Repco   | 64        | +1 kolo           | 6                | 4    |
| 4      | 3   | John Surtees         | Honda           | 64        | +1 kolo           | 7                | 3    |
| 5      | 8   | Mike Spence          | BRM             | 63        | +2 kola           | 11               | 2    |
| 6      | 21  | Pedro Rodríguez      | Cooper-Maserati | 63        | +2 kola           | 13               | 1    |
| 7      | 22  | Jean-Pierre Beltoise | Matra-Ford      | 63        | +2 kola           | 14               |      |
| 8      | 12  | Jonathan Williams    | Ferrari         | 63        | +2 kola           | 16               |      |
| 9      | 9   | Chris Amon           | Ferrari         | 62        | Nedostatek paliva | 2                |      |
| 10     | 16  | Jo Bonnier           | Cooper-Maserati | 61        | +4 kola           | 17               |      |
| 11     | 19  | Guy Ligier           | Brabham-Repco   | 61        | +4 kola           | 19               |      |
| 12     | 15  | Jo Siffert           | Cooper-Maserati | 59        | Přehřátí          | 10               |      |
| Ret    | 14  | Bruce McLaren        | McLaren-BRM     | 45        | Tlak oleje        | 8                |      |
| Ret    | 17  | Chris Irwin          | BRM             | 33        | Únik oleje        | 15               |      |
| Ret    | 7   | Jackie Stewart       | BRM             | 24        | Motor             | 12               |      |
| Ret    | 6   | Graham Hill          | Lotus-Ford      | 18        | Hřídel            | 4                |      |
| Ret    | 18  | Moisés Solana        | Lotus-Ford      | 12        | Zavěšení          | 9                |      |
| Ret    | 11  | Dan Gurney           | Eagle-Weslake   | 4         | Chladič           | 3                |      |
| DNS    | 10  | Mike Fisher          | Lotus-BRM       |           | Palivový systém   | 18               |      |
| Zdroj: |     |                      |                 |           |                   |                  |      |

## Konečné pořadí po závodě
Pohár jezdců
|        | Pořadí | Jezdec       | Body    |
| ------ | ------ | ------------ | ------- |
|        | 1      | Denny Hulme  | 51      |
|        | 2      | Jack Brabham | 46 (48) |
|        | 3      | Jim Clark    | 41      |
| 1      | 4      | John Surtees | 20      |
| 1      | 5      | Chris Amon   | 20      |
| Zdroj: |        |              |         |

Pohár konstruktérů
|        | Pořadí | Konstruktér     | Body    |
| ------ | ------ | --------------- | ------- |
|        | 1      | Brabham-Repco   | 63 (67) |
|        | 2      | Lotus-Ford      | 44      |
|        | 3      | Cooper-Maserati | 28      |
| 1      | 4      | Honda           | 20      |
| 1      | 5      | Ferrari         | 20      |
| Zdroj: |        |                 |         |